# Achalcus bimaculatus
Achalcus bimaculatus är en tvåvingeart som beskrevs av Marc Pollet 1996. Achalcus bimaculatus ingår i släktet Achalcus och familjen styltflugor.
Artens utbredningsområde är Belgien. Enligt den svenska rödlistan är arten nära hotad i Sverige. Arten förekommer på Öland. Artens livsmiljö är skogslandskap, jordbrukslandskap. Inga underarter finns listade i Catalogue of Life.